# 林志伟
林志偉，PMSM，香港警察，香港警察隊員佐級協會主席，警署警長，於香港逃犯條例爭議期間多次接受傳媒訪問，曾稱呼示威者為蟑螂而受到廣泛關注。
2020年，林志偉獲頒授香港警察榮譽獎章。

## 立場及爭議
林志偉曾經稱呼香港逃犯條例爭議中的示威者為蟑螂。於2020年力撐港版國安法的實施。

### 嚴厲譴責張建宗道歉言論
2019年7月26日，香港警察隊員佐級協會主席林志伟在公開聲明中，表示就政務司司長張建宗日前就元朗暴力事件的處理手法向市民道歉的言論，所有警務人員均極度憤怒，協會給予最嚴厲的譴責。並表示作為政府領導官員發表不負責任的言論，抹煞警務人員在這件政治事件上的努力、付出、委屈及犧牲。質疑張建宗在還未作出調查前，及完全不了解警隊運作的情況下，向公眾妄自作出斷定警隊對錯的做法。聲明指出，張建宗既然能代表政府道歉、代表警隊道歉，表示他認為警隊的執法做錯了。協會請張建宗下達一道命令，指示警隊明天如何應付，指示警隊以後怎樣執法。如果張建宗能帶領香港走出這困局，林志偉稱將代員佐級協會的2.5萬名會員向他「致謝」；相反，如果張建宗做不到，質疑他是否要向警隊公開道歉。

### 公開稱呼反修例示威者為曱甴
2019年8月3日，香港警察隊員佐級協會主席林志偉在公開聲明中稱呼反修例示威者為蟑螂。

### 主張審查記者資格
於2020年5月，他聲稱有部分黑衣人在示威現場破壞後換上黃背心扮記者逃避警方追截。他指出香港記者協會是工會，發出記者證的做法和程序向為社會不同界別人士所詬病，又批評網媒記者曾否受專業訓練成疑。

## 資料來源
1. 1 2  . 立場新聞 (立場新聞). 2019-08-04  [2019-08-04]. （原始内容存档于2019-08-15） （中文）.
2. ↑  .   [2020-06-06]. （原始内容存档于2020-10-23）.
3. ↑  .   [2020-06-06]. （原始内容存档于2021-01-24）.
4. ↑  . 信報. 2019-07-27  [2020-07-26]. （原始内容存档于2020-07-26）.
5. ↑  .   [2019-09-01]. （原始内容存档于2019-09-01）.
6. ↑  .   [2020-06-06]. （原始内容存档于2020-09-29）.